# Soledad Ramón Sánchez
Soledad Ramón Sánchez (n. Catarroja; 16 de marzo de 1957) es una política española y fue alcaldesa de la ciudad de Catarroja, provincia de Valencia,  en España.

## Biografía
Soledad Ramón es Diplomada en Enfermería por la escuela de enfermería del Hospital Clínico de la Universidad de Valencia.

## Trayectoria política
En política activa, se presenta por primera vez en las elecciones de junio de 1995, siendo elegida concejal del Grupo Popular. En 1995 pone en marcha la concejalía de Comercio, Mercado e Industria, siendo la edil responsable de la misma. Ese mismo año asume la responsabilidad de la concejalía de Mujer, de nueva creación.
Durante la legislatura 1995- 1999 asume también las competencias de Sanidad y de la Oficina Municipal de Información al Consumidor. Desde 1999 a 2003 toma las competencias en Educación y Desarrollo Local y Empleo, además de las anteriores.
Desde 2005 hasta 2009 dirige el Área de Participación Ciudadana y Servicios a las Personas, siendo además concejal delegada de Educación, Desarrollo Local, Comercio y Empresa, y Participación Ciudadana.
En 2007 pone en marcha el proyecto de participación ciudadana de las Concejalías de Barrio, siendo edil delegada del Barrio Horteta-Región.
El pleno del Ayuntamiento de Catarroja la nombra Alcaldesa en enero de 2010, luego del fallecimiento del anterior alcalde, Francisco Chirivella.
Es secretaria de Educación de la ejecutiva comarcal del Partido Popular y representante en el consejo del área de salud de la comarca de la Huerta Sur.
En 2011 es elegida por mayoría absoluta alcaldesa de Catarroja. Dirige el Área de Participación de los Barrios. Dirige también Territorio, Modernización, Organización y Calidad y Participación Ciudadana.
También en 2011 es elegida Presidenta del Fons Valencià per la Solidaritat. Vicepresidenta de la
Confederación de Fondos Estatales. Miembro de la Junta directiva del parque natural de la Albufera y miembro de la ejecutiva regional del PPCV.
En 2012 es elegida vocal de la comisión de Cooperación y Desarrollo de la Federación Española de Municipios y Provincias. Representante de la FEMP para la comisión interterritorial de Cooperación y Desarrollo.
Además, en marzo de 2012 es elegida por unanimidad de los grupos políticos PP y PSPV presidenta de la Mancomunidad Intermunicipal de L'Horta Sud.
Impulsora de los fotoradares de los pueblos integrantes de la mancomunidad anteriormente mencionada. Pierde las elecciones municipales de mayo de 2015 con la mayor bajada en votos del partido en su historia en el municipio.